# Megaflut

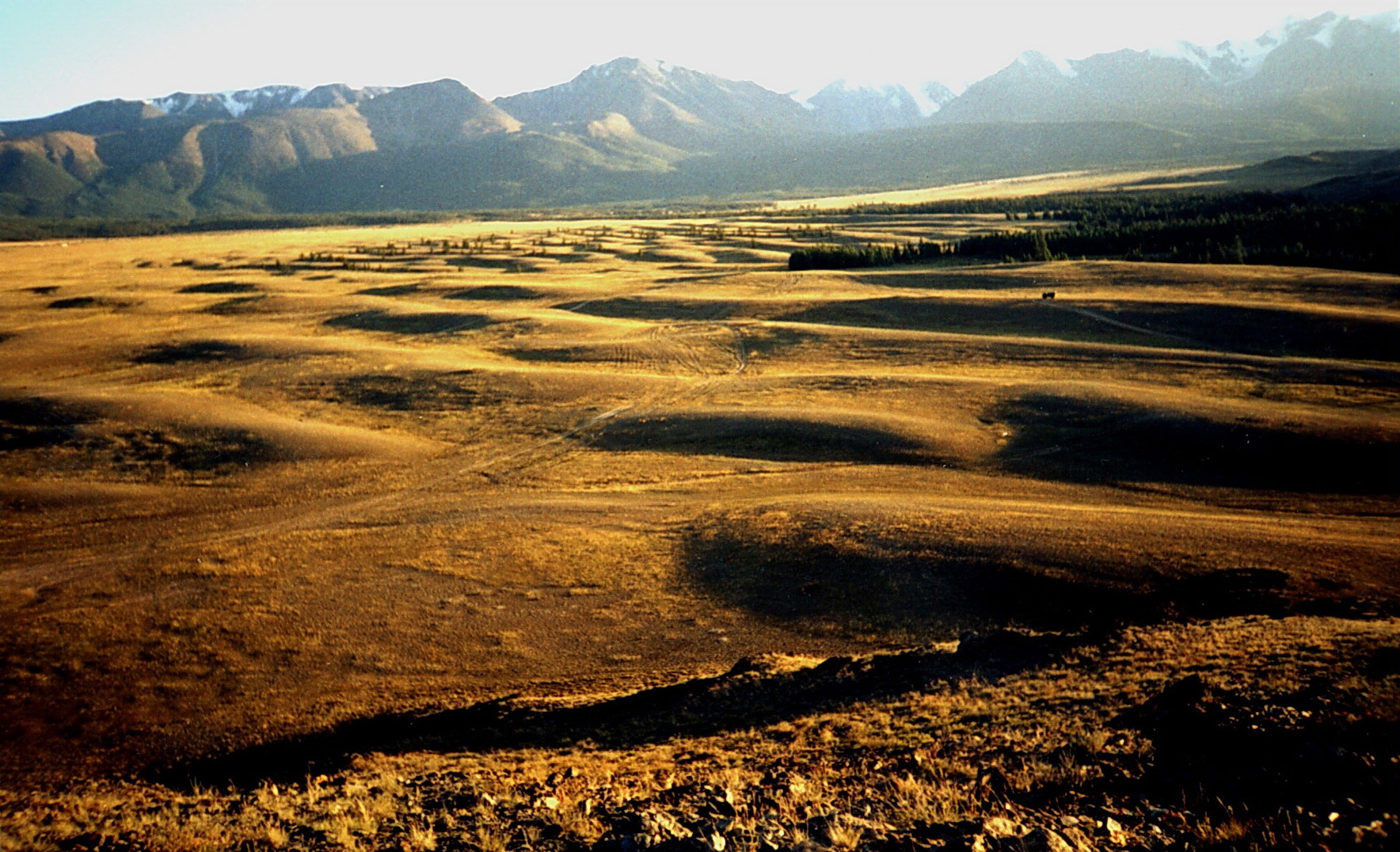
Riesenrippel im Kurai-Becken, Altai, Russland, als Nachweis von Megafluten

Als Megaflut gelten Fluten mit Spitzenabflüssen von mehr als 1.000.000 Kubikmeter pro Sekunde, die durch Eisdammbrüche, Gletscherläufe, Dammbrüche und ähnliche Ereignisse ausgelöst werden. Megafluten können Landschaften irreversibel verändern, wie etwa die Channeled Scablands im heutigen US-Bundesstaat Washington, die durch die Missoula-Fluten geschaffen wurden.
Hinweise auf Megafluten sind Ablagerungen von  Riesenrippeln. Diese wurden etwa im Altai, aber auch auf dem Mars nachgewiesen und deuten auf prähistorische Megaflutereignisse auf dem roten Planeten hin.